# Gevrey-Chambertin
Gevrey-Chambertin là một xã trong tỉnh Côte-d'Or, thuộc vùng Bourgogne-Franche-Comté của nước Pháp, có dân số là 3.258 người (thời điểm 1999). Gevrey-Chambertin nằm khoảng 12 km về phía nam của Dijon và giáp ranh giới về phía nam với Morey-Saint-Denis.

## Nhân khẩu học
| 1962  | 1968  | 1975  | 1982  | 1990  | 1999  |
| ----- | ----- | ----- | ----- | ----- | ----- |
| 2.517 | 2.613 | 3.001 | 2.582 | 2.825 | 3.258 |

## Các thành phố kết nghĩa
- Nierstein, Đức, từ 1 tháng 9 năm 1963